# 尼古拉斯·奥塔门迪
尼高拉斯·靴南·干沙路·奧達文迪（西班牙語：Nicolás Hernán Gonzalo Otamendi；1988年2月12日—），出生於布宜諾斯艾利斯，是一名阿根廷職業足球員，司職後衛。目前效力於葡超俱樂部本菲卡，阿根廷國家足球隊成員。

## 球會
2008年5月10日，奧達文迪在主場以2-1的比分擊敗羅沙里奧中央的秋季聯賽賽事中處子上陣，當時沙士菲的領隊是胡戈·托卡利。在胡戈·托卡利執教球隊期間，他不過是中堅位置的第五選擇，排在馬里亞諾·烏格雷西切、沃爾多·龐塞、費蘭度·托比奧和馬高·杜斯基尼之後。然而，他在一隊的位置隨著里卡多·加雷卡在2009年秋季聯賽時擔任領隊而有所改變。沃爾多·龐塞由於代表智利作賽時受傷，奧達文迪在該季的第三場賽事取代了他的中堅位置。他令人意思不到的優秀表現，使他迅速與塞巴斯蒂安·多明戈斯成為防線上的正選球員。他是沙士菲贏得2009年秋季聯賽的重要球員。
甚至在球季結束前，已經開始有謠言指奧達文迪將會以巨額轉投歐洲球會。據稱，有興趣的球會有國際米蘭、費倫天拿、皇家馬德里和祖雲達斯。然而，他最終決定留在沙士菲。
2009年春季聯賽，奧達文迪在以3-1的比分擊敗沙蘭迪兵工廠的賽事中取得其處子入球。在這季，他亦首次在2009年南美聯盟盃這種國際性的球會競賽中上陣。為了表揚他在整個2009年的表現，在《國家報》所舉辦的傳統調查中，他獲整個美洲的記者選為年度美洲最佳陣容之一。
2010年，奥塔门迪加盟波尔图，在葡超的4个赛季里，奥塔门迪帮助球隊获得了3次联赛冠军、1次杯赛冠军和1次欧联杯冠军。
2014年2月，西甲球隊瓦倫西亞簽下了奧塔門迪，轉會費是1200萬歐元，不過隨後這名後衞被租借至米內羅競技踢球。2014年8月，這名鐵衞來到西甲，2014-2015賽季，他幫助瓦倫西亞獲得歐冠資格，他本人也進入西甲官方評選的年度最佳陣容。

## 國際賽
2009年，奧達文迪獲阿根廷領隊迪亞高·馬勒當拿徵召出戰對巴拿馬的友賽。當他被徵召時，他只有21歲，上陣過11次職業賽事而已。5月20日，他在以3-1的比分擊敗巴拿馬隊的賽事中正選上陣。其後，他再獲徵召出戰2010年世界盃外圍賽對哥倫比亞和厄瓜多爾的賽事，並在第二場賽事與馬田·迪米捷利斯一同鎮守中路。他亦在對巴西的賽事中正選上陣，同場的還有其沙士菲隊友塞巴斯蒂安·多明戈斯。他代表阿根廷隊的第三次正選上陣的賽事是世界盃外圍賽最後一場對烏拉圭的賽事，以右翼身份上陣。2010年5月19日，他獲確認為2010年世界盃阿根廷隊23位球員中的其中一位。6月22日，他在最後一場分組賽對希臘的賽事中第十一次正選上陣。迪亞高·馬勒當拿在賽後的記者會上說他是球場上的最佳球員。他亦在16強對墨西哥的賽事中上陣90分鐘，阿根廷隊最終以3-1的比分淘汰對手。
2018年5月21日，奧達文迪入選2018年世界盃阿根廷國家隊23人名單，背號17號。在對陣克羅地亞的小組賽和對陣法國隊的八分之一賽中，奧達文迪兩次故意用球踢向對方球員（分別為伊凡·拉傑迪和保羅·普巴），分別引發了兩場比賽的衝突，除了讓阿根廷被指踢「流氓球賽」外，亦令阿根廷隊在兩場比賽中失利。
2019年，奧達文迪入選2019年美洲國家盃阿根廷國家隊23人名單，背號17號。
2021年，奧達文迪入選2021年美洲國家盃，奧達文迪所屬的阿根廷在與其他南美洲9隊比賽中脫穎而出並在決賽擊敗巴西奪得冠軍。
2022年11月11日，奧達文迪入選2022年世界盃阿根廷國家隊26人名單，背號19號。

## 榮譽

### 球會
沙士菲
- 阿甲冠軍：2009年秋季聯賽

波圖
- 葡超冠軍：2010–11、2011–12、2012–13
- 葡萄牙盃冠軍：2010–11
- 葡萄牙超級盃冠軍：2011、2012、2013
- 歐霸盃冠軍：2010–11

曼城
- 英格蘭超級聯賽冠軍：2017–18年、2018–19年
- 英格蘭足總盃冠軍：2018–19
- 英格蘭聯賽盃冠軍：2015–16、2017–18、2018–19、2019–20
- 英格蘭社區盾冠軍：2018、2019

### 國家隊
阿根廷
- 美洲國家盃冠軍：2021年
- 歐美超級杯冠軍：2022年
- 國際足協世界盃冠軍：2022年

## 外部連結
- （西班牙文） Argentine Primera statistics at Fútbol XXI
- （西班牙文） Profile （页面存档备份，存于） at Vélez Sarsfield's official website
- （英文）尼古拉斯·奥塔门迪在National-Football-Teams.com的資料
- Soccerway資料庫：尼古拉斯·奥塔门迪